# Papežská rada pro pastoraci migrantů a lidí mimo domov
Papežská rada pro pastoraci migrantů a lidí mimo domov (latinsky Pontificium Consilium de Spirituali Migrantium atque Itinerantium Cura) je jedním z dikasterií římské kurie.
Rada se věnuje lidem, kteří vzhledem ke svému způsobu života nespadají do tradičních církevních struktur. Jde například o přistěhovalce, uprchlíky, námořníky a rybáře, řidiče kamionů, pracovníky leteckých společností apod. Věnuje se rovněž pastoraci kočovných národů, například Romů.
V roce 1970 papež Pavel VI. zřídil papežskou komisi pro pastoraci migrantů a cestujících. Papež Jan Pavel II. v rámci reformy kurie povýšil komisi na úroveň papežské rady a dal jí současný název.
Od roku 2009 je prefektem rady Antonio Maria Vegliò.

## Zrušení
Dne 17. srpna 2016 zřídil papež František nové Dikasterium pro službu integrálnímu lidskému rozvoji, do nějž byla tato papežská rada včleněna a zanikla k 1. lednu 2017.